# Mott the Hoople
Mott the Hoople — британская рок-группа, образованная в 1969 году в Херефордшире, Англия, бывшими участниками группы Silence и заимствовавшая название у романа Уилларда Мануса (главный герой которого — эксцентрик, работающий в цирковом фрик-шоу). Mott the Hoople, согласно Allmusic, «дерзко спаяли хеви-метал и глэм-рок с дилановским сарказмом, подготовив тем самым платформу для многих панк-групп, прежде всего, The Clash». Критики отмечали как тексты Иэна Хантера, так и звучание группы — «жёсткий, мускулистый звук, всеми своими корнями сидевший в рок-почве, несмотря на заигрывания группы с гомосексуальным имиджем и косметикой».
Поначалу Mott The Hoople исполняли экспериментальный хард-рок (с элементами ритм-энд-блюза и психоделии), затем неожиданно для многих оказались в эпицентре глэм-движения. Во многом эта смена направления была предопределена успехом песни «All the Young Dudes»: написанная для группы Дэвидом Боуи, она стала не только хит-синглом (поднявшись до 3-го места в Англии), но и своего рода гимном всей глэм-эпохи. Свой успех в чартах группа подкрепила синглами «Honaloochie Boogie» (1973, #12, при участии Энди МакКея из Roxy Music), «All the Way from Memphis» (1973, #10; песня вошла в саундтрек фильма «Алиса здесь больше не живёт») и «Roll Away the Stone» (1973, #8).
Майк Ралфс в 1973 году ушёл в Bad Company. Иэн Хантер в 1974 году начал сольную карьеру, поначалу в дуэте с гитаристом Миком Ронсоном, затем сотрудничая со многими музыкантами разных жанров (Queen, Брюс Спрингстин и др).

## Состав
| Классический состав - Питер Оверенд Уоттс — Бас-гитара, бэк-вокал (1969—1976, 2009, 2013; умер в 2017) - Дейл «Баффин» Гриффин — Ударные, бэк-вокал, перкуссия (1969—1976, 2009; умер в 2016) - Иэн Хантер — Вокал, ритм-гитара, пианино, бас-гитара (1969—1974, 2009, 2013, 2018, 2019) - Мик Ральфс — Соло-гитара, бэк-вокал (1969—1973, 2009, 2013; умер в 2025) - Верден Аллен — Орган, бэк-вокал (1969—1972, 2009, 2013) | Бывшие участники - Морган Фишер — Клавишные, бэк-вокал (1973—1976, 2018, 2019) - Luther Grosvenor — Ритм- и соло-гитара, бэк-вокал (1973—1974, 2018, 2019) - Мик Ронсон — Ритм- и соло-гитара, бэк-вокал (1974; умер в 1993) - Рэй Мэйор — ритм- и соло-гитара, бэк-вокал (1974—1976; умер в 2022) - Найджел Бенджамин — вокал (1974—1976; умер в 2019) - Стив Хаймс — вокал (1976; умер в 2013) | Концертные участники - Мик Болтон — орган (1973) (умер в 2021) - Блю Вивер — орган (1973) - Martin Chambers — ударные, бэк-вокал, перкуссия (2009, 2013) - James Mastro — гитара (2018, 2019) - Mark Bosch — гитара (2018, 2019) - Dennis DiBrizzi — клавишные (2018, 2019) - Paul Page — бас-гитара (2018, 2019) - Steve Holley — ударные (2018, 2019) |

## Дискография
Альбомы
- Mott the Hoople (1969, UK #66)
- Mad Shadows (1970, UK #48)
- Wildlife (1971, #44)
- Brain Capers (1971)
- All the Young Dudes (1972, UK #21 / US #89)
- Mott (1973, #7 / US #35)
- The Hoople (1974, UK #11 / US #28)
- Live (1974, UK #32 / US #23)
- Two Miles From Heaven (1980)
- Original Mixed Up Kids — The BBC Recordings (1996)
- All the Young Dudes: The Anthology (1998, тройной бокс-сет)
- Rock’n’Roll Circus Live 1972 (2000)
- A Tale of Two Cities (2000)
- Two Miles From Live Heaven (2001)
- Mott the Hoople Live — 30th Anniversary Edition (2004)
- Family Anthology (2005)
- Live Fillmore West (2006)
- Fairfield Halls, Live 1970 (2007)